# Григориј Охрименко
Григориј Николајевич Охрименко (рус. Григорий Николаевич Охрименко; Гајворон, код Чернигова, Руска Империја, 15. април 1910 — Феодосија, Украјина, 31. март 1996), учесник Великог отаџбинског рата, контраадмирал Совјетске морнарице и народни херој Југославије.

## Биографија
Рођен је 1915. године у Украјини. Основну школу завршио је у родном селу. Завршио је Школу ратне морнарице и постао минер. Од тада је стално вршио службу у ратној морнарици Совјетског Савеза.
Од почетка Великог отаџбинског рата, Охрименко се налазио у активној флоти. Фашисти су, 1941. године, улагали велике напоре да би освојили Севастопољ, који је успешно одолевао нападима. Да би омели рад совјетске флоте, поставили су хиљаде мина у приобалним водама, применивши притом техничку новину, магнетске мине. Охрименко је открио тајну ових мина. Демонтирао је једну такву мину и проучио њен механизам. У сарадњи с научним радницима из Академије наука СССР, пронађено је ефикасно одбрамбено средство од магнетских мина.
Капетан друге класе Григориј Николајевич Охрименко руководио је, 1943. године, бригадом миноловаца, која се налазила у саставу Дунавске ратне флоте и сарађивала с јединицама Трећег украјинског фронта, и поред жестоких окршаја, флота је успела да пређе више од две хиљаде километара Дунавом, узводно. Велика количина мина, постављених у Дунаву, била је једна од главних препрека. Бригади миноловаца припала је изузетно опасна дужност да очисти Дунав од мина. Овај задатак је, под командом Григорија Николајевича Охрименка, био успешно извршен.
Указом Председништва Антифашистичког већа народног ослобођења Југославије 30. априла 1945. одликован је Орденом народног хероја.
Истичући заслуге његове заслуге, приликом уручења Ордена, 21. јуна 1945, председник Председништва АВНОЈ-а др Иван Рибар је рекао: За Југославију, Дунав представља живот. Очистивши га од мина, вратили сте нам живот.
После завршетка рата, Охрименко је наставио да служи у ратној морнарици. Демобилизован је 1970. године, у чину контраадмирала. Живео је у Феодосији, на Криму.
Умро је 31. марта 1996. године